# ITF Bendigo
Das ITF Bendigo (offiziell: Bendigo International) ist ein Tennisturnier der ITF Women’s World Tennis Tour, das in Bendigo, Australien ausgetragen wird.

## Siegerliste

### Einzel
| Jahr                     | Siegerin                         | Finalgegnerin                    | Ergebnis                         |
| ------------------------ | -------------------------------- | -------------------------------- | -------------------------------- |
| ↓ Kategorie: $25.000 ↓   |                                  |                                  |                                  |
| 2009                     | Alicia Molik                     | Irena Pavlovic                   | 6:3, 6:4                         |
| 2010                     | Tímea Babos                      | Eliza Kostowa                    | 3:6, 6:3, 7:5                    |
| 2011                     | Casey Dellacqua                  | Isabella Holland                 | 6:2, 6:2                         |
| 2012                     | Arina Rodionowa                  | Olivia Rogowska                  | 6:4, 7:5                         |
| ↓ Kategorie: $50.000 ↓   |                                  |                                  |                                  |
| 2013(1)                  | Casey Dellacqua                  | Noppawan Lertcheewakarn          | 6:4, 6:4                         |
| 2013(2)                  | Casey Dellacqua                  | Tammi Patterson                  | 6:3, 6:1                         |
| 2014(1)                  | Eri Hozumi                       | Risa Ozaki                       | 7:65, 5:7, 6:2                   |
| 2014(2)                  | Liu Fangzhou                     | Risa Ozaki                       | 6:4, 6:3                         |
| 2015                     | Misa Eguchi                      | Hiroko Kuwata                    | 7:65, 6:3                        |
| 2016                     | Risa Ozaki                       | Asia Muhammad                    | 6:3, 6:3                         |
| ↓ Kategorie: $60.000 ↓   |                                  |                                  |                                  |
| 2017                     | Tamara Zidanšek                  | Olivia Rogowska                  | 5:7, 6:1, 6:0                    |
| 2018                     | Priscilla Hon                    | Ellen Perez                      | 6:4, 4:6, 7:5                    |
| 2019                     | Lizette Cabrera                  | Maddison Inglis                  | 6:2, 6:3                         |
| 2020                     | wegen Covid-19-Pandemie abgesagt | wegen Covid-19-Pandemie abgesagt | wegen Covid-19-Pandemie abgesagt |
| 2021                     | wegen Covid-19-Pandemie abgesagt | wegen Covid-19-Pandemie abgesagt | wegen Covid-19-Pandemie abgesagt |
| ↓ Kategorie: $60.000+H ↓ |                                  |                                  |                                  |
| 2022                     | Ysaline Bonaventure              | Victoria Jiménez Kasintseva      | 6:3, 6:1                         |

### Doppel
| Jahr                     | Siegerinnen                           | Finalgegnerinnen                             | Ergebnis                         |
| ------------------------ | ------------------------------------- | -------------------------------------------- | -------------------------------- |
| ↓ Kategorie: $25.000 ↓   |                                       |                                              |                                  |
| 2009                     | Irena Pavlovic Arina Rodionowa        | Jocelyn Rae Emelyn Starr                     | 6:3, 7:63                        |
| 2010                     | Tímea Babos Melanie South             | Jarmila Wolfe Jade Hopper                    | 6:3, 6:2                         |
| 2011                     | Stephanie Bengson Tyra Calderwood     | Samantha Murray Storm Sanders                | 2:6, 6:1, [10:5]                 |
| 2012                     | Ashleigh Barty Sally Peers            | Cara Black Arina Rodionowa                   | 7:612, 7:65                      |
| ↓ Kategorie: $50.000 ↓   |                                       |                                              |                                  |
| 2013(1)                  | Erika Sema Yurika Sema                | Monique Adamczak Olivia Rogowska             | 3:6, 6:2, [11:9]                 |
| 2013(2)                  | Monique Adamczak Olivia Rogowska      | Stephanie Bengson Sally Peers                | 6:3, 2:6, [11:9]                 |
| 2014(1)                  | Jessica Moore Abbie Myers             | Naiktha Bains Karolina Wlodarczak            | 6:4, 6:0                         |
| 2014(2)                  | Jessica Moore Abbie Myers             | Varatchaya Wongteanchai Varunya Wongteanchai | 3:6, 6:1, [10:6]                 |
| 2015                     | Lauren Embree Asia Muhammad           | Natela Dsalamidse Hiroko Kuwata              | 7:5, 6:3                         |
| 2016                     | Asia Muhammad Arina Rodionova         | Shūko Aoyama Risa Ozaki                      | 6:4, 6:3                         |
| ↓ Kategorie: $60.000 ↓   |                                       |                                              |                                  |
| 2017                     | Alison Bai Zoe Hives                  | Asia Muhammad Arina Rodionova                | 4:6, 6:4, [10:8]                 |
| 2018                     | Ellen Perez Arina Rodionova           | Eri Hozumi Risa Ozaki                        | 7:5, 6:1                         |
| 2019                     | Maddison Inglis Kaylah McPhee         | Naiktha Bains Tereza Mihalíková              | 3:6, 6:2, [10:2]                 |
| 2020                     | wegen Covid-19-Pandemie abgesagt      | wegen Covid-19-Pandemie abgesagt             | wegen Covid-19-Pandemie abgesagt |
| 2021                     | wegen Covid-19-Pandemie abgesagt      | wegen Covid-19-Pandemie abgesagt             | wegen Covid-19-Pandemie abgesagt |
| ↓ Kategorie: $60.000+H ↓ |                                       |                                              |                                  |
| 2022                     | Fernanda Contreras Gómez Alycia Parks | Alison Bai Alana Parnaby                     | 6:3, 6:1                         |

## Quelle
- ITF Homepage